# 2004年アテネオリンピックのテニス競技
2004年アテネオリンピックのテニス競技（2004ねんアテネオリンピックのテニスきょうぎ）は2004年に開催されたアテネオリンピックのテニス競技である。

## 試合方式

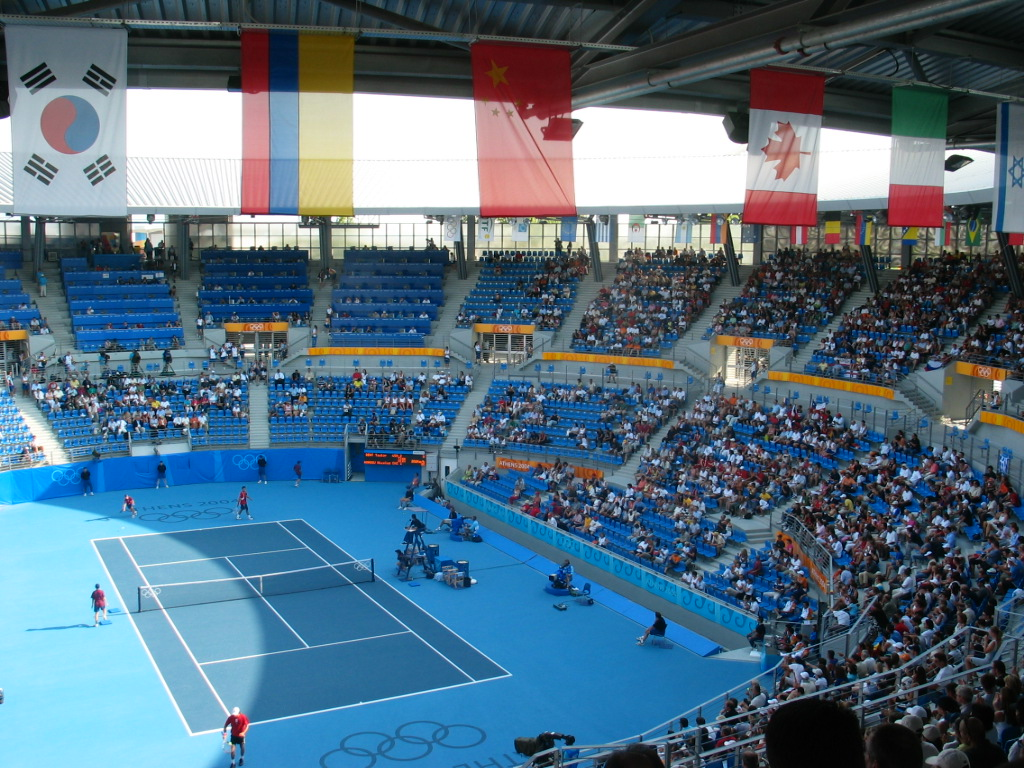
オリンピックテニスセンター

- 出場選手は、男子・女子ともシングルス64名、ダブルス32組。シングルス優勝までには6試合、ダブルス優勝までには5試合を戦う。
- 男子は、シングルス・ダブルス決勝（金メダル・銀メダル決定戦）のみ5セット・マッチで行われる。他の試合はすべて3セット・マッチ。準決勝が終了した時点で、敗者2名による銅メダル決定戦が行われるが、これは3セット・マッチである。1988年ソウル五輪と1992年バルセロナ五輪では、準決勝で敗退した選手2名 / 2組による対戦は行わず、両方に銅メダルを授与していた。1996年アトランタ五輪から、銅メダル決定戦が行われるようになった。
- 女子はすべて3セット・マッチ。試合の流れは男子と同じ。

## 競技結果

### 男子シングルス
| 順位 | 選手名                   | 国・地域       |
| ---- | ------------------------ | -------------- |
| 1    | ニコラス・マスー         | チリ           |
| 2    | マーディ・フィッシュ     | アメリカ合衆国 |
| 3    | フェルナンド・ゴンサレス | チリ           |
| 4    | テーラー・デント         | アメリカ合衆国 |

#### 大会経過
準決勝
- ニコラス・マスー vs.  テーラー・デント　7-6, 6-1
- マーディ・フィッシュ vs.  フェルナンド・ゴンサレス　3-6, 6-3, 6-4

決勝
- ニコラス・マスー vs.  マーディ・フィッシュ　6-3, 3-6, 2-6, 6-3, 6-4

銅メダル決定戦
- フェルナンド・ゴンサレス vs.  テーラー・デント　6-4, 2-6, 16-14

### 男子ダブルス
| 順位 | 選手名                                       | 国・地域   |
| ---- | -------------------------------------------- | ---------- |
| 1    | ニコラス・マスー＆フェルナンド・ゴンサレス   | チリ       |
| 2    | ニコラス・キーファー＆ライナー・シュットラー | ドイツ     |
| 3    | マリオ・アンチッチ＆イワン・リュビチッチ     | クロアチア |
| 4    | マヘシュ・ブパシ＆リーンダー・パエス         | インド     |

#### 大会経過
準決勝
- ニコラス・マスー＆フェルナンド・ゴンサレス vs.  マリオ・アンチッチ＆イワン・リュビチッチ　7-5, 4-6, 6-4
- ニコラス・キーファー＆ライナー・シュットラー vs.  マヘシュ・ブパシ＆リーンダー・パエス　6-2, 6-3

決勝
- ニコラス・マスー＆フェルナンド・ゴンサレス vs.  ニコラス・キーファー＆ライナー・シュットラー　6-2, 4-6, 3-6, 7-6, 6-4

銅メダル決定戦
- マリオ・アンチッチ＆イワン・リュビチッチ vs.  マヘシュ・ブパシ＆リーンダー・パエス　7-6, 4-6, 16-14

### 女子シングルス
| 順位 | 選手名                           | 国・地域       |
| ---- | -------------------------------- | -------------- |
| 1    | ジュスティーヌ・エナン・アーデン | ベルギー       |
| 2    | アメリ・モレスモ                 | フランス       |
| 3    | アリシア・モリク                 | オーストラリア |
| 4    | アナスタシア・ミスキナ           | ロシア         |

#### 大会経過
準決勝
- ジュスティーヌ・エナン・アーデン vs.  アナスタシア・ミスキナ　7-5, 5-7, 8-6
- アメリ・モレスモ vs.  アリシア・モリク　7-6, 6-3

決勝
- ジュスティーヌ・エナン・アーデン vs.  アメリ・モレスモ　6-3, 6-3

銅メダル決定戦
- アリシア・モリク vs.  アナスタシア・ミスキナ　6-3, 6-4

### 女子ダブルス
| 順位 | 選手名                                                 | 国・地域     |
| ---- | ------------------------------------------------------ | ------------ |
| 1    | 李婷＆孫甜甜                                           | 中国         |
| 2    | コンチタ・マルティネス＆ビルヒニア・ルアノ・パスクアル | スペイン     |
| 3    | パオラ・スアレス＆パトリシア・タラビーニ               | アルゼンチン |
| 4    | 杉山愛&浅越しのぶ                                      | 日本         |

#### 大会経過
準決勝
- 李婷＆孫甜甜 vs.  パオラ・スアレス＆パトリシア・タラビーニ　6-2, 2-6, 9-7
- コンチタ・マルティネス＆ビルヒニア・ルアノ・パスクアル vs.  杉山愛＆浅越しのぶ　6-3, 6-0

決勝
- 李婷＆孫甜甜 vs.  コンチタ・マルティネス＆ビルヒニア・ルアノ・パスクアル　6-3, 6-3

銅メダル決定戦
- パオラ・スアレス＆パトリシア・タラビーニ vs.  杉山愛＆浅越しのぶ　6-3, 6-3

## 国別メダル受賞数
| 順   | 国・地域       | 金 | 銀 | 銅 | 計 |
| ---- | -------------- | -- | -- | -- | -- |
| 1    | チリ           | 2  | 0  | 1  | 3  |
| 2    | ベルギー       | 1  | 0  | 0  | 1  |
| 2    | 中国           | 1  | 0  | 0  | 1  |
| 4    | アメリカ合衆国 | 0  | 1  | 0  | 1  |
| 4    | フランス       | 0  | 1  | 0  | 1  |
| 4    | ドイツ         | 0  | 1  | 0  | 1  |
| 4    | スペイン       | 0  | 1  | 0  | 1  |
| 8    | オーストラリア | 0  | 0  | 1  | 1  |
| 8    | クロアチア     | 0  | 0  | 1  | 1  |
| 8    | アルゼンチン   | 0  | 0  | 1  | 1  |
| 総計 | 総計           | 4  | 4  | 4  | 12 |